# Stockholm Ski Center
Stockholm Ski Center var en planerad skidtunnel på Lida friluftsgård, Tullinge. Skidtunneln beräknades bli 2 km lång och den skulle bli världens längsta skidtunnel. Den planerades också att bli 9 m bred med 4 klassiska spår och en skatebädd i mitten.

## Finansiering
Enligt Botkyrka kommun skulle kostnaden för själva skidtunneln betalas av privata aktörer. Det väcktes en debatt i Tullinge om att Botkyrka kommun skulle få betala en stor del av kostnaderna men kommunen har helt avvisat uppgifterna. I mitten av juni 2013 höll Upplev Botkyrka ett investerarseminarium på Lida friluftsgård som riktade sig till investerare, media och övriga intressenter. 

## Protester
Det väcktes flera röster för att avbryta planerna på en skidtunnel på Lida. Vissa menade att tunneln inte kommer att bli lönsam och att kommunen kommer att få betala när den går i konkurs. Kommunen menade att den skulle bli lönsam, inom en timmes åktid bor 2,5 miljoner människor och att Stockholm har flest Vasaloppsåkare i Sverige. 

## Projektet nedlagt
I juni 2014 avbröt Botkyrka kommun upphandlingen av skidtunneln då de finansiella förutsättningarna saknades.